# Yasuhiro Yamashita
Yasuhiro Yamashita (n. 1 iunie 1957, Kumamoto, Japonia) este unul dintre cei mai de succes judocani din toate timpurile, laureat cu aur la Jocurile Olimpice de vară din 1984 de la Los Angeles. Lucrează în prezent ca instructor și consultant pentru numeroase organizații, printre care Universitatea Tōkai, Federația Internațională de Judo, precum și Federația japoneză de judo. S-a retras din competiții pe 17 iunie 1985, după o carieră remarcabilă, în cursul căreia a câștigat cinci medalii de aur la concursuri internaționale și a marcat 203 victorii consecutive (cu 7 remize intercalate). A primit Premiul național japonez de onoare pe 9 octombrie 1984.

## Legături externe
- Materiale media legate de Yasuhiro Yamashita la Wikimedia Commons
- en Yasuhiro Yamashita la Olympedia.org